# Band (bouwkundig)

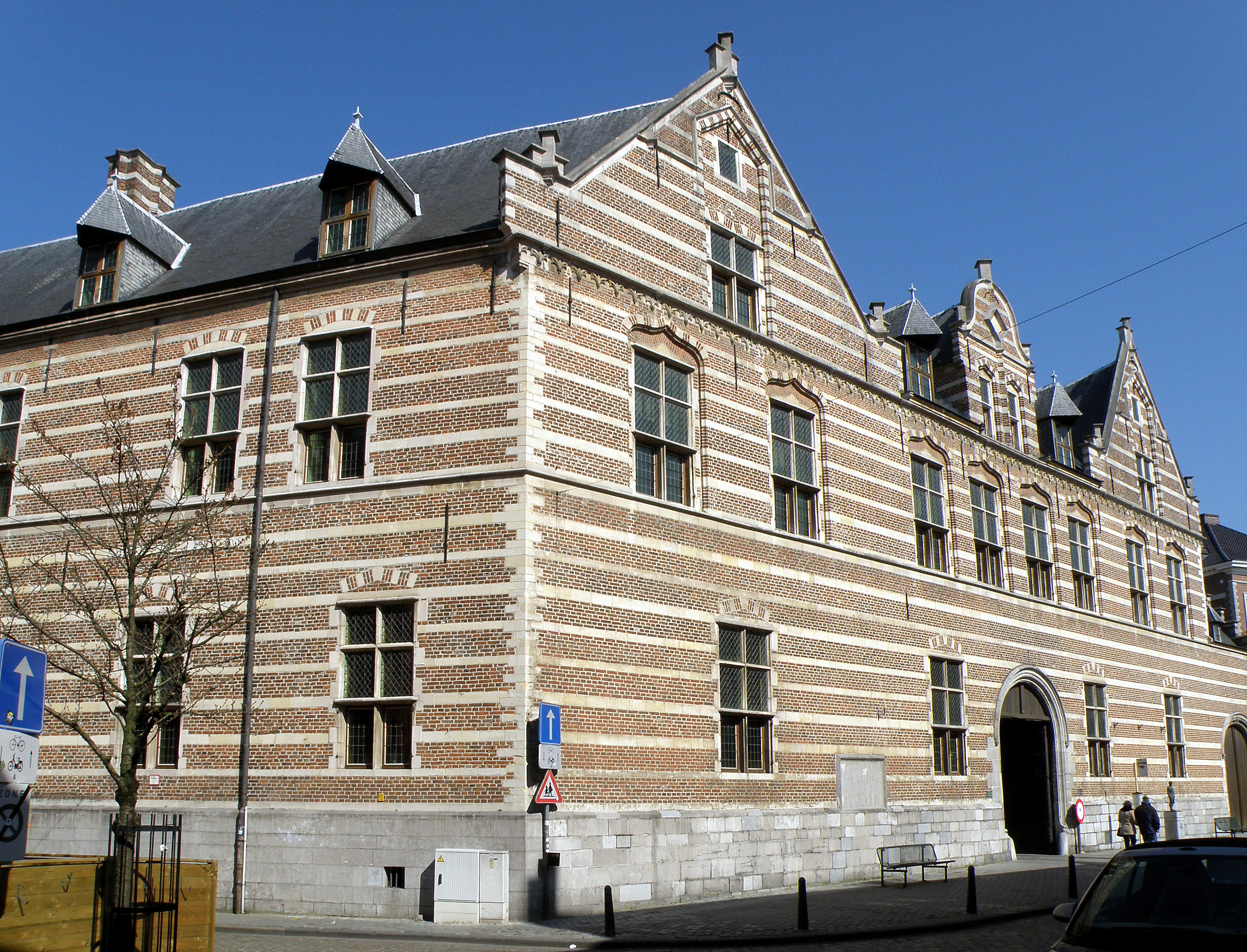
Refugehuis van de Abdij van Herkenrode, Hasselt

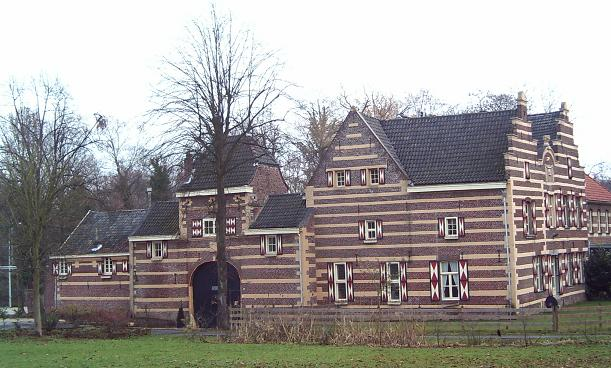
Huis De Dael in Nuth

Een band, spekband of speklaag, is in de bouwkunst een horizontale versiering in een gevel. Vaak is het een doorlopende lichtgekleurde horizontale strook van baksteen of natuursteen, aangebracht tussen de normale lagen baksteen. Een speklaag wordt meestal gebruikt om voor wat meer afwisseling of levendigheid te zorgen in een gevel. De naam verwijst naar varkensspek, dat hieraan doet denken: een rode basis van vlees met een witte laag vet erop.

## Limburgs spekhuis

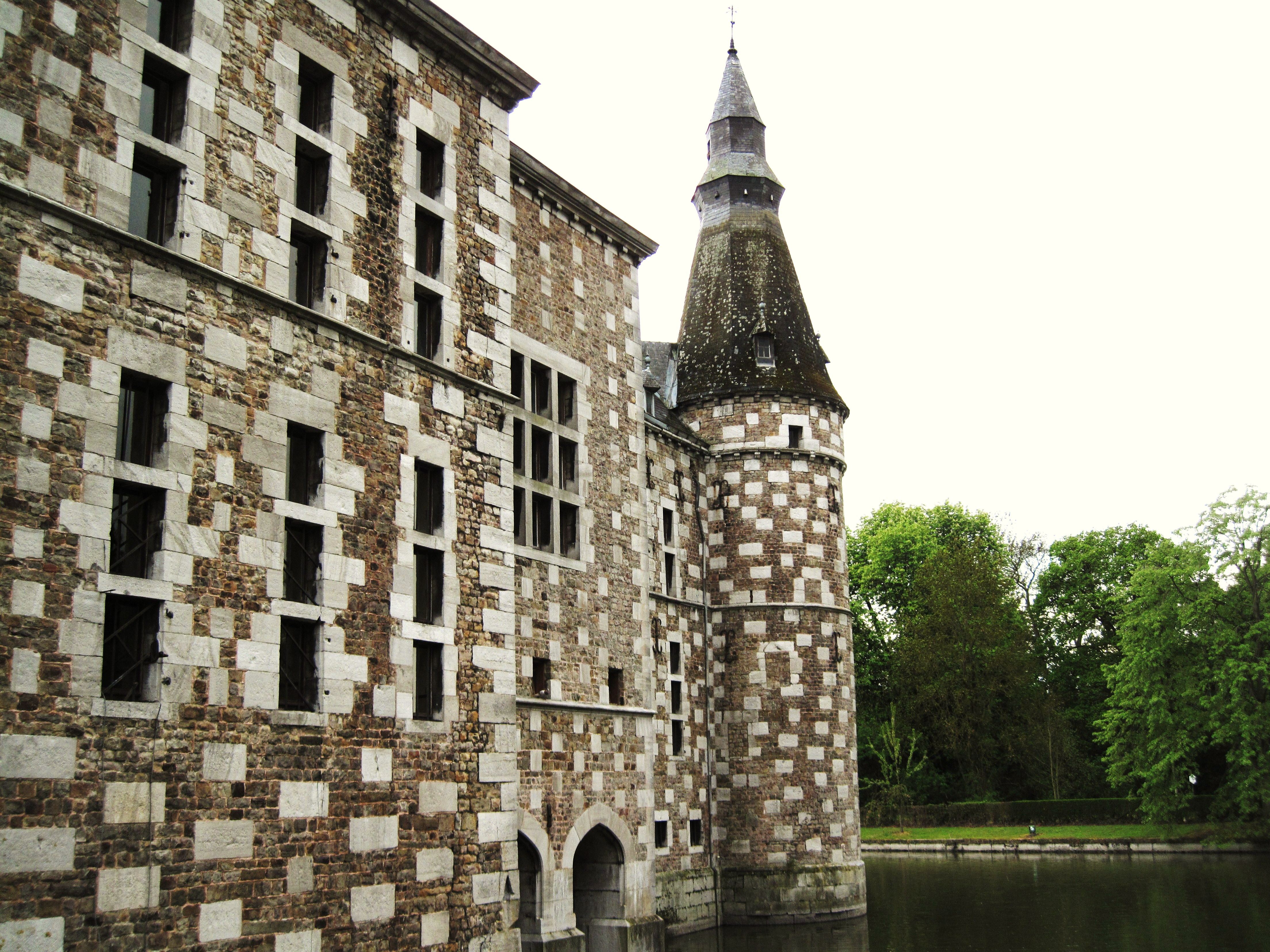
Kasteel van Jehay

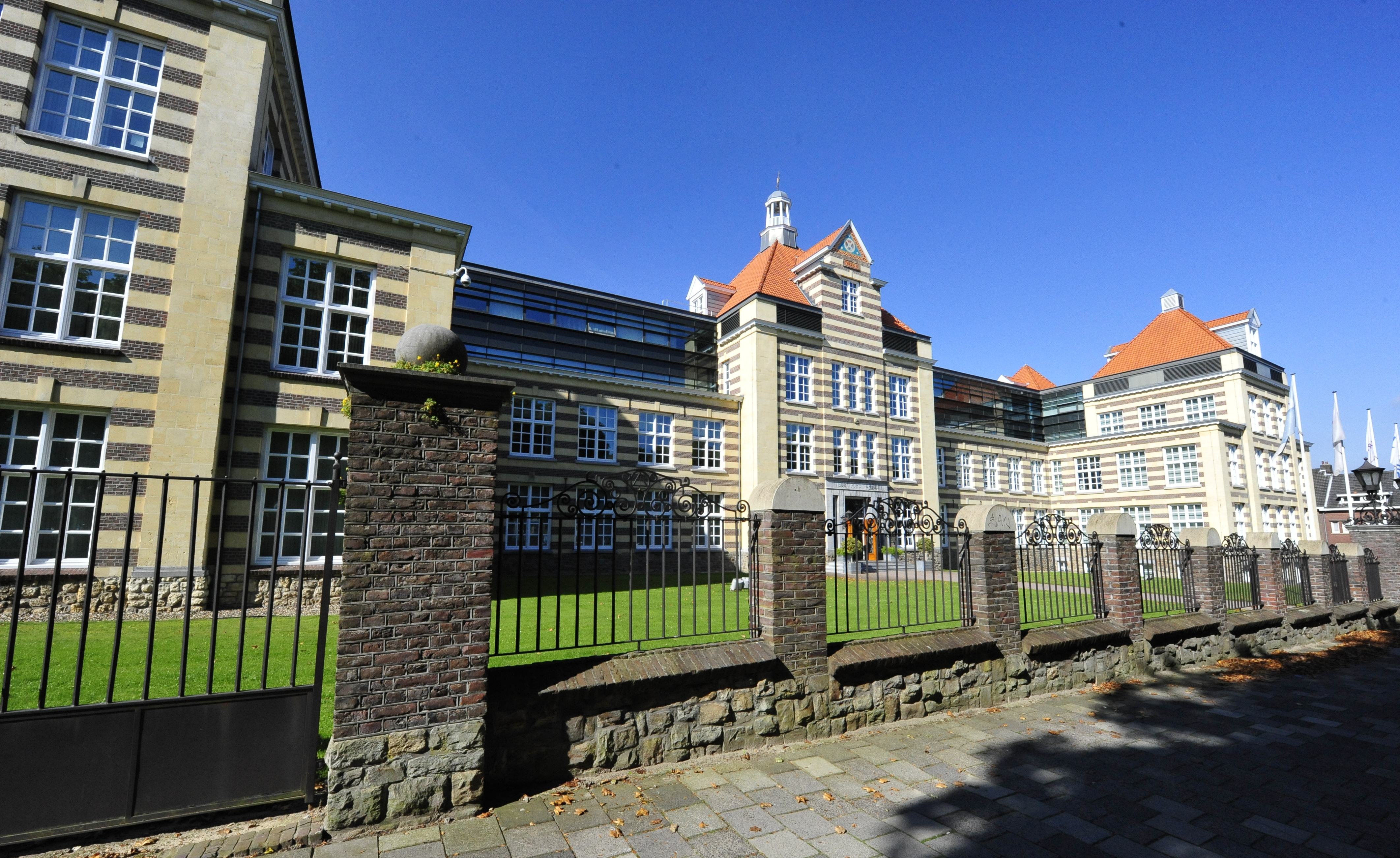
Ambachtschool Heerlen (J. Stuyt, 1913)

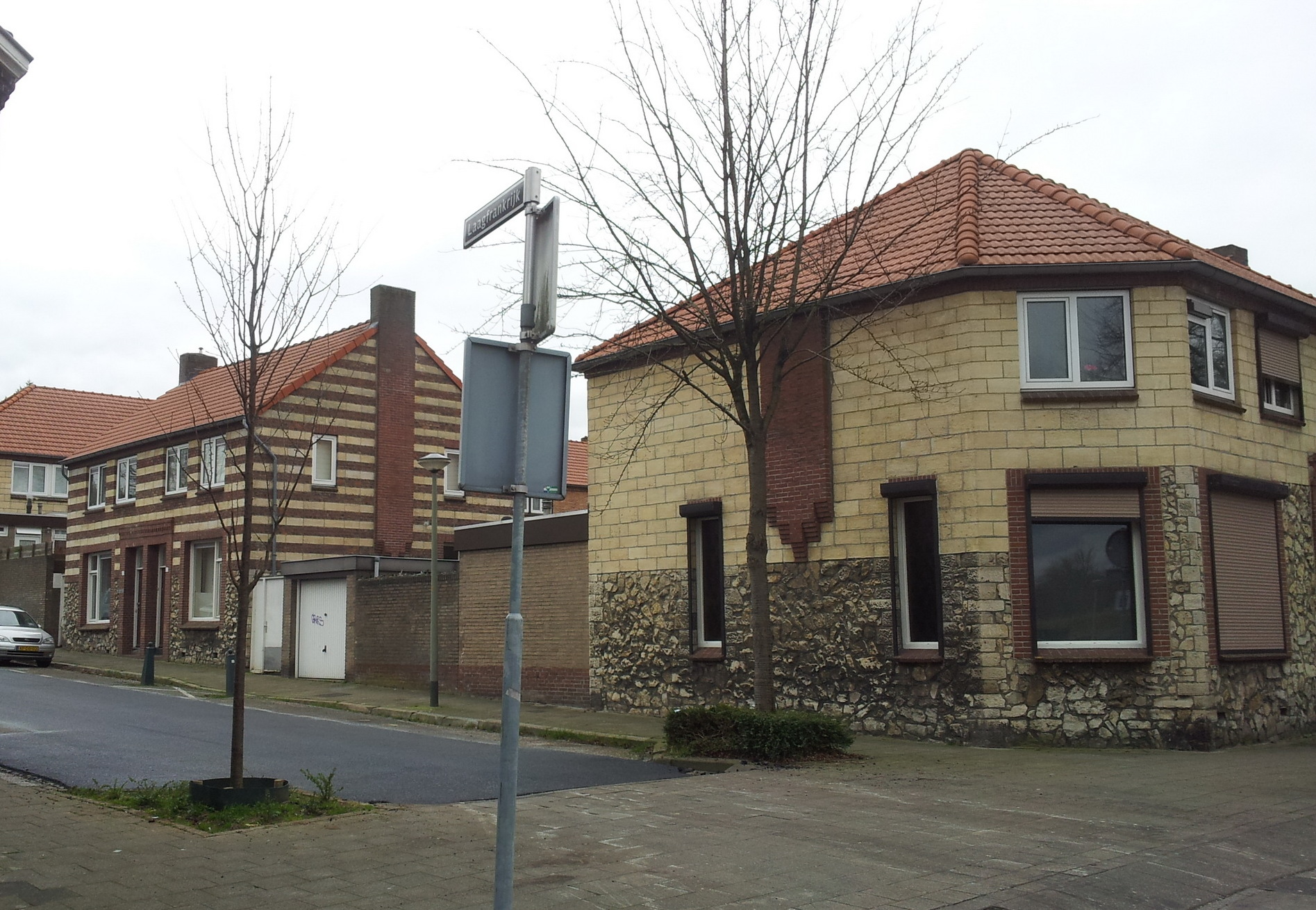
Arbeiderswoningen Statenkwartier, Maastricht (J. Cuypers, 1919)

Een spekhuis is een gebouw dat is gemetseld van baksteen afgewisseld met horizontale banden, de speklagen, van mergel of andere natuursteen. In de loop der tijden worden de lagen steeds dunner en de baksteengedeeltes dikker. Van 3 tot 4 lagen baksteen  in de 17e eeuw naar 7 tot 8 lagen in de 18e en 19e eeuw. 

### Historie
In de 16e eeuw, het renaissancetijdperk, begint de toepassing van natuursteen in combinatie met baksteen vastere vorm te krijgen. In de daaropvolgende eeuwen zal dat veel decoratieve gebouwen opleveren. In België en in Nederlands Limburg is een aantal kastelen en boerderijen gebouwd in deze stijl, vaak gecombineerd met voluut- en krulgevels. De stijl krijgt hier de naam Maaslandse renaissance.
Onder invloed van deze architectuur worden basementen, lateien, kapitelen, deur- en vensterlijsten gemaakt van natuursteen. Vaak valt de keuze op de hardsteen, afkomstig uit de Ardennen. De Namense steen is een bekend voorbeeld. In Nederlands Limburg en in België wordt mergelsteen toegepast, als deze in de buurt aan de oppervlakte komt. Veel gebouwen krijgen gevels met speklagen.
Tot ca. 1800 zijn baksteen en mergel even duur. Als in de 18e eeuw de baksteenfabricage goed op gang komt, raakt het gebruik van mergel op de achtergrond. Het wordt dan alleen nog gebruikt als materiaalbesparing, omdat door de grootte van de blokken het metselen snel geschiedt. Na 1900 krijgt de baksteenbouw meer status en na 1950 wordt het bouwen met mergel, vanwege arbeidskosten een kostbare aangelegenheid.

### Voorbeelden van spekhuizen
In Nederlands Limburg onder meer in: 
- Maastricht: Natuurhistorisch Museum, diverse huizen
- Heerlen: voormalige ambachtschool (Jan Stuyt, 1913), diverse woningbouwcomplexen
- Sibbe: Sibberhuuske
- Eijsden: kasteel en gemeentehuis
- Oirsbeek, Gronsveld en Meijel: kerken
- Terstraten, Hunnecum, Margraten, Cadier en Keer: boerderijen.

In België o.a.:
- Antwerpen: Vleeshuis
- Sint-Truiden: Basiliek van Onze-Lieve-Vrouw van Kortenbos (toren en rolwerkgevel)
- Hasselt: refugehuis van de Abdij van Herkenrode
- Voerstreek: diverse huizen en kastelen.

Een bijzonder voorbeeld van een gebouw met speklagen is het kasteel van Jehay. De speklagen in de gevels worden onderbroken, waardoor een gestippeld beeld ontstaat.